# Тирин
Тири́н (болг. Търън) — село в Смолянській області Болгарії. Входить до складу общини Смолян.

## Населення
За даними перепису населення 2011 року у селі проживали 717 осіб.
Національний склад населення села:
| Національність   | Кількість осіб | Відсоток |
| ---------------- | -------------- | -------- |
| болгари          | 434            | 98,2%    |
| турки            | 0              | 0%       |
| цигани           | 0              | 0%       |
| інша             | 5              | 1,1%     |
| не визначились   | 3              | 0,7%     |
| Всього відповіли | 442            |          |

Розподіл населення за віком у 2011 році:
Динаміка населення: